# Daniel Oertli
Daniel Oertli (* 18. Februar 1824 in Gais; † 27. April 1911 ebenda; heimatberechtigt in Hundwil und St. Gallen) war ein Schweizer Baumeister, Architekt und Pionier des schweizerischen Feuerwehrwesens aus Appenzell Ausserrhoden.

## Leben
Daniel Oertli war ein Sohn von Daniel Oertle, Weber, und der Ursula Bruderer, Weberin. Im Jahr 1852 heiratete er Anna Katharina Biser, Tochter des Johannes Biser, Weber. Er absolvierte Berufslehren als Weber, Schreiner und Zimmermann in Gais in Verbindung mit der Zeichnungsschule in St. Gallen. Von 1852 bis 1856 arbeitete er als selbstständiger Zimmermeister in Gais und Teufen. Von 1856 bis 1871 war er Baumeister und Architekt in Herisau. Ab 1871 bis 1889 gehörte ihm ein bedeutendes Bau- und Zimmereigeschäft in St. Gallen. Er beschäftigte bis 200 Arbeiter. Seine zwei Söhne führten dieses Geschäft weiter. Ab 1889 hatte er kleine Baufirma in Gais. 
Oertli war ein Pionier des schweizerischen Feuerwehrwesens. Als Rettungskorps-Obmann schuf er 1861 mit dem Turner-Rettungskorps die erste moderne Feuerwehr Herisaus. Von 1861 bis 1869 und 1870 bis 1872 war er deren Obmann. Er erfand Feuerlöschwerkzeuge, unter anderem den so genannten Bock. Im Jahr 1889 initiierte er das erste schweizerische Feuerwehrfest in Herisau. Er war 1870 Mitgründer des Appenzellischen und des Schweizerischen Feuerwehrverbands. Von 1870 bis 1876 sass er im Zentralausschuss des Schweizerischen Feuerwehrvereins.